# Louis Fargue
Louis-Jérôme Fargue-Dioque, né le 20 mai 1827 à Verdun et mort le 24 février 1910 à Nérac, Lot-et-Garonne, est un ingénieur hydrologue français qui est considéré comme le fondateur de l'ingénierie fluviale expérimentale, bien qu'il ait été largement oublié.

## Biographie
Louis Fargue entame ses études en 1847 à l'École polytechnique mais n'est admis au Corps des ingénieurs des ponts et chaussées qu'en 1849 en raison des troubles à Paris. En 1852, il est promu ingénieur et muté dans la Garonne. De 1864 à 1868, il est employé dans le corps d'arpentage du projet ferroviaire entre Toulouse et Bordeaux. Il travaille ensuite pour l'Office de la Marine de la Garonne à Bordeaux.
Sa carrière d'ingénieur est interrompue par la guerre franco-prussienne et Fargue est alors enrôlé dans l'armée. En 1875, Fargue est promu ingénieur en chef pour ses travaux en génie hydraulique et devient chef de l'Office naval de la Gironde, responsable de la construction du port et de l'entretien du cours du fleuve en aval de Bordeaux. En 1885, il est nommé inspecteur général des ponts et chaussées. Il  retourna à Paris à la suite d'un projet de canal près de Bordeaux mal accueilli. À Paris, il est alors directeur du département des canaux et s'occupait principalement de la navigabilité de la Seine. À la fin de sa carrière, jusqu'à sa retraite en 1887, Fargue est inspecteur général de première classe et conseiller en chef des ponts et chaussées.

## Travaux
Sur la base de ses travaux sur un tronçon de la Garonne à Bordeaux, long de 22 km avec 17 méandres, il détermine les lois du comportement de courbure des rivières.
La Garonne avait une largeur moyenne d'environ 180 mètres et un débit d'environ 700 m³ / s. À une époque où de nombreuses rivières étaient en cours de redressement, il a mis en garde contre les conséquences et a élaboré des lois sur les paramètres de courbe des rivières, préconisant de ne pas utiliser de formes géométriques strictes.
Les lois de Fargue sont encore aujourd'hui la base d'évaluation pour la renaturation des rivières.
Il est aussi le pionnier de la modélisation physique (modèles réduits), encore utilisée aujourd'hui pour l'étude des cours d'eau et des ouvrages hydrauliques.

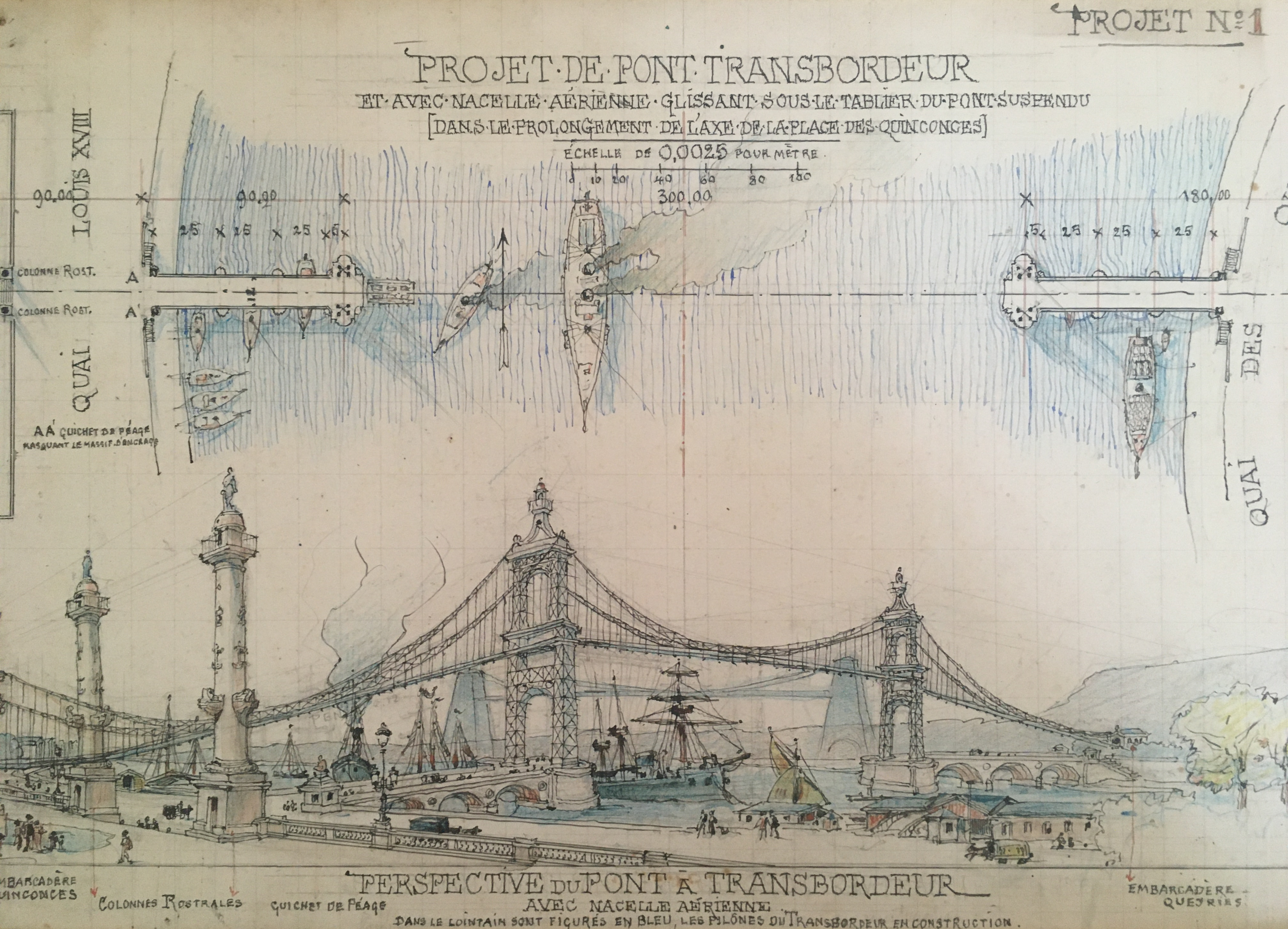
Projet de pont transbordeur à Bordeaux (1875-1885)

## Publications
- « Étude sur la corrélation entre la configuration du lit et la profondeur d’eau dans les rivières à fond mobile », Annales des ponts et chaussées, Paris, Dunod,‎ 1868.
- Ernest Cézanne. Notice biographique, Tours, Mame et fils, 1878, 36 p. (lire en ligne).
- Port de Bordeaux et passes de la rivière. Projets d'amélioration. Nouveaux bassins à flot et canal dit de Grattequina, Bordeaux, A. Bellier & Cie, 1883, 68 p..
- Construction d'un canal maritime entre Paris et Rouen : avant-projet de la société d'études de Paris-port-de-mer. Rapport de l'inspecteur général, Paris, Ministère des Travaux publics, 1888, 14 p..
- « Expériences relatives à l’action de l’eau courante sur un fond de sable », Annales des Ponts et Chaussées,‎ 1894, p. 427-466.
- Hydraulique fluviale. La forme du lit des rivières a fond mobile, Paris, Gauthier-Villars, coll. « Encyclopédie des travaux publics », 1908, 187 p. (lire en ligne).

## Hommages
- Officier de la Légion d'honneur[1].
- Un remorqueur a été nommé en son honneur.
- Le cours Louis-Fargue à Bordeaux a été nommé en son honneur.
- Une station d'épuration dans la ville de Bordeaux porte le nom de Louis Fargue[2].